# 毛鴻賓
毛 鴻賓（もう こうひん、Mao Hongbin、1806年 - 1868年）は、清の官僚。字は翊雲。山東省済南府歴城県出身。
1838年に進士となり、庶吉士に選ばれ、編修となった。御史・給事中を歴任し、1853年に故郷に戻って団練を組織した。1855年に湖北荊宜施道に任命され、その後、安徽按察使、江蘇布政使を歴任した。1861年に湖南巡撫となり、太平天国軍に対しては曽国藩の湘軍と積極的に協調する姿勢を取った。太平天国の石達開軍が湖南省に侵入した際に防衛にあたり、黔陽の包囲を解いた。1862年に省境を越えて貴州省の姜映芳率いるトン族の蜂起軍を攻撃し、天柱県などを陥落させた。1863年に両広総督となったが、1865年に解任された。